# Lottie Dod
Charlotte "Lottie" Dod (24. september 1871 i Bebington, Merseyside, England – 27. juni 1960 i Sway, Hampshire, England) var en engelsk sportskvinde, som muligvis bedst er kendt som tennisspiller. Hun vandt damesingletitlen i Wimbledon fem gange – første gang som blot 15-årig i 1887. Hun er fortsat den yngste Wimbledon-vinder nogensinde i damesingle, og hun var også den yngste Wimbledon-vinder overhovedet, indtil Martina Hingis vandt damedoubletitlen i 1996.
Dod konkurrerede også i mange andre sportsgrene, herunder golf, hockey og bueskydning. Hun vandt bl.a. British Ladies Amateur Golf Championship, spillede to landskampe for Englands hockeylandshold og vandt OL-sølv i bueskydning ved de olympiske lege i 1908. Guinness Rekordbog har kåret hende som den mest alsidige sportskvinde gennem tiden, sammen med atletikudøveren og golfspilleren Babe Zaharias.

## Tidligt liv
Dod blev født i Bebington, Merseyside som datter af Joseph og Margaret Dod. Joseph, der var fra Liverpool, havde tjent en formue på handel med bomuld. Familien var velhavende nok til at forsørge alle dens medlemmer, så Lottie og hendes bror, Willy, behøvede ikke at tage et arbejde. Ud over Willy havde Lottie en søster, Annie, og endnu en bror, Tony, udmærkede sig som idrætsudøvere. Annie var en god tennisspiller, golfspiller, skøjteløber og billardspiller. Willy Dod vandt guldmedalje i bueskydning ved de olympiske lege i 1908, mens Tony dyrkede bueskydning, skak og tennis. Da Lottie var ni år gammel, blev der anlagt to tennisbaner nær familiens ejendom, Edgeworth. Græsbanetennis, der var blevet opfundet i 1873, var højst trendy for Englands velhavende, og alle børnene i Dod-familien begyndte at spille tennis regelmæssigt.

## Tennis
Lottie deltog som 11-årig sammen med Annie, der var otte år ældre, i sin første tennisturnering, Northern Championships 1883 i Manchester. De tabte i første runde af damedobleturneringen til Hannah Keith og Amber McCord men vandt trøstturneringen. En journalist, Sydney Brown, anførte at "Miss L. Dod should be heard of in the future". Hun viste sig at have ret.
Ved den samme turnering i 1885 fik hun sit gennembrud, da hun i finalen var tæt på at besejre den regerende Wimbledon-mester, Maud Watson, og kun tabte med 8–6, 7–5. Dod vandt til gengæld doublerækken (sammen med Annie) og havde tidligere både vundet single-, double- og mixeddoublerækken i Waterloo-turneringen. Disse bedrifter gav hende kælenavnet "Little Wonder" i aviserne.
Dod blev gradvist en etableret topspiller, hvilket illustreres af at hun for første gang i 1887 dannede doublepar med den syvdobbelte Wimbledon-mester, Ernest Renshaw. Samme år debuterede hun også i Wimbledon, hvor blot seks spillere stillede op, og topspilleren Maud Watson var ikke blandt dem. Dod vandt nemt all comers-turneringen og dermed retten til at udfordre den forsvarende mester, Blanche Bingley, som hun besejrede 6-2, 6-0.
De to spillere mødtes igen i finalen af West of England-turneringen i 1888. Selvom turneringen var erklæret "åben", valgte officials bemærkelsesværdigt at give Dod et handicap på 15 point i hvert parti. Hun besejrede dog alligevel sin modstander, der nu var kendt under sit giftenavn, Blanche Hillyard. Wimbledon-finalen i 1888 var en gentagelse af finalen fra året før, og Dod løb igen af med sejren – denne gang med cifrene 6–3, 6–3.
Lottie Dods spillestil blev dengang betegnet som uortodoks, men synes nu at være påfaldende moderne. Hun var måske den første spiller, der gik ind for at ramme bolden inden toppen af opspringet, og den første til at indføre et moderne greb på ketcheren. Samtidige berettede om, at hendes grundslag var usædvanligt hårde for den tids standard, men som så mange andre kvindelige spillere på den tid servede hun underhånds og anvendte sjældent spin.
Dod deltog kun i én åben turnering i 1889 – Northern Championships, som hun vandt – og stillede ikke op i Wimbledon til stor skuffelse for hendes fans. Hun var på sejltur ud for Skotlands kyst sammen med Annie og nogle venner og havde ikke lyst til at vende tilbage for at kunne nå at deltage i Wimbledon. Dette blev efterfulgt at et 1890, hvor hun var helt væk fra sporten.
Dod havde bestemt sig for at vinde Wimbledon-mesterskabet tre gange i træk, og eftersom det glippede i 1889, begyndte hun på ny i 1891. Selvom Wimbledon var den eneste turnering, hun spillede i 1891, vandt hun turneringen nemt, og hun besejrede igen Hillyard i den afgørende kamp (6-2, 6-1).
I 1892 oplevede Dod sit første singlenederlag i en åben turnering siden 1886, da hun tabte til Louise Martin fra Irland i de irske mesterskaber. Det blev det sidste af kun fem nederlag i hele hendes tenniskarriere. Hun fortsatte året stærkt, og det kulminerede i endnu en let Wimbledon-sejr over Blanche Hillyard.
Dods sidste aktive sæson som turneringsspiller var 1893, og hun spillede blot to turneringer, som begge blev vundet. Ved begge lejligheder vandt hun over Blanche Hillyard i tre sæt på trods af et alvorligt fald i Wimbledon-finalen. Hendes rekord på fem Wimbledon-titler holdt imidlertid ikke længe, eftersom Blanche Hillyard, efter at have tabt finalen til Dod fem gange, vandt sin sjette titel i 1900. Suzanne Lenglen slog Dods rekord på tre singletitler i træk ved at vinde turneringen fem gange i træk fra 1919 til 1923.
Dod spillede også nogle gange (og vandt) kampe mod mænd (der som regel spillede med at handicap), og besejrede ved én lejlighed stjernespillerne Ernest Renshaw og George Hillyard (Blanches mand) i double sammen med Herbert Baddeley.
Lottie Dod blev valgt ind i International Tennis Hall of Fame i 1983.

### Grand Slam-finaler i damesingle

#### Sejre (5)
| År   | Mesterskab    | Finalemodstander | Finalescore   |
| ---- | ------------- | ---------------- | ------------- |
| 1887 | Wimbledon (1) | Blanche Bingley  | 6–2, 6–0      |
| 1888 | Wimbledon (2) | Blanche Hillyard | 6–3, 6–3      |
| 1891 | Wimbledon (3) | Blanche Hillyard | 6–2, 6–1      |
| 1892 | Wimbledon (4) | Blanche Hillyard | 6–1, 6–1      |
| 1893 | Wimbledon (5) | Blanche Hillyard | 6–8, 6–1, 6–4 |

## Vintersport
Selvom tennis forblev Dods yndlingssportsgren, vendte hun de følgende år sin opmærksomhed mod andre aktiviteter. I 1895 rejste hun sammen med sin bror, Tony, til vintersportsstedet St. Moritz, som var meget populært blandt engelske rejsende. Der bestod hun St. Moritz' skøjteprøve for kvinder, den mest prestigefyldte kunstskøjteløbsbegivenhed for kvinder på den tid. Dod kørte også skeleton på det berømte Cresta Run, og begyndte at dyrke bjergbestigning sammen med sin bror. Og i februar 1896 besteg de to bjerge på over 4.000 m.
Efter en lang cykeltur i Italien vendte Lottie og Tony tilbage til England, man allerede den følgende november vendte søskendeparret tilbage til St. Moritz, denne gang i selskab med deres mor og bror Willy. Denne gang bestod Dod St. Moritz' skøjteprøve for mænd, som kun den anden kvinder nogensinde. Hun konkurrerede også i curling. I sommeren 1897 besteg hun og Tony igen adskillige bjerge, denne gang i Norge.

## Hockey
Hockey for kvinder var en relativ ung sportsgren, da Dod begyndte at spille i 1897. Hun var med til at grundlægge en hockeyklub for kvinder i Spital, Merseyside. Dod spillede central angriber, og hun blev hurtigt udnævnt til anfører for holdet. Klubben vandt sine kampe, når Dod var med på holdet, mens nederlag kun indtraf i hendes fravær.
I 1899 var Dod blevet anfører for Cheshire countyhold og repræsenterede sin klub ved møder i kvindernes hockeysammenslutning for de nordlige counties. Hun spillede sin første landskamp for Englands hockeylandshold den 21. marts 1899 i sejren på 3-1 over Irland. Begge engelske mål i returkampen mellem England og Irland i 1900 blev scoret af Dod, som dermed sikrede sejren på 2-1. Dod gik glip af kampen mod Wales på grund af iskias, som holdt hende væk fra sport i måneder.
Selvom hun var blevet rask igen i 1901, spillede hun ikke flere landskampe eller countykampe. Hele Dods familie holdt i en tid efter moderens død den 1. august 1901 op med at deltage i sportsbegivenheder, og Lottie mistede tilsyneladende interessen for hockey i den periode. Hun spillede dog enkelte kampe for Spital Club indtil 1905.

## Golf
Lottie Dod spillede golf for første gang som 15-årig. I modsætning til tennis var golf en svær sportsgren at mestre for hende. Da Dod begyndte at spille golf, tillod kun meget få klubber kvinder at dyrke sporten. Men da hun for alvor begyndte at interessere sig for den, var Ladies Golf Union (LGU) blevet stiftet, og kvindegolf var blevet en rigtig sportsgren.
Dod hjalp i 1894 med at oprette en kvindegolfklub i Moreton, Merseyside og deltog i det års nationale mesterskab i hulspil i Littlestone, Kent. Hun blev slået ud i tredje runde, men hendes interesse for sporten voksede, og hun blev en regelmæssig deltager i de nationale mesterskaber og andre turneringer i de følgende år. I 1898 og 1900 spillede hun sig frem til semifinalerne i de nationale mesterskaber, men begge semifinaler blev tabt i tætte matcher. I 1900 spillede hun i en uofficiel landskamp mod Irland, som englænderne vandt med 37-18.
Hun spillede ikke turneringer i 1901 og deltog de næste to år kun i ganske få store turneringer, men hun spillede i British Ladies Amateur i 1904, der blev spillet i Royal Troon Golf Club. For tredje gang kvalificerede hun sig til semifinalerne, og for første gang lykkedes det hende at vinde. Hendes modstander i finalen var May Hezlet, mesteren fra 1899 og 1902. Matchen var meget tæt, og de to spillere stod lige efter 17 huller. Hezlet missede sit putt på det sidste hul, hvorefter Dod hentede en uventet sejr og blev den første (og hidtil eneste) kvinde til at vinde både den britiske tennis- og golftitel.
Efter sin sejr sejlede Dod til Philadelphia, hvor hun var blevet inviteret som tilskuer til U.S. Women's Amateur af den tidligere amerikanske golfmester Frances C. Griscom. Da hun ankom fandt hun ud af, at turneringsreglerne var blevet ændret, således at de tillod ikke-amerikanere at deltage, og hun blev bedt om at spille med. Nederlaget i første runde var en skuffelse, men Dod overtalte adskillige amerikanere til at komme og spille i det britiske mesterskab året efter.
I ugen op til det omtalte mesterskab i 1905 var der planlagt tre landskampe. Den første var den første landskamp i golf mellem Storbritannien og USA, og Dod var den eneste britiske spiller, der tabte en match i Storbritanniens sejr på 6-1. Dod spillede derefter for Englands hold i et 3-4-nederlag til Skotland og en 4–3-sejr over Irland, selvom hun tabte begge sine matcher. Dod blev slået ud i fjerde runde af de nationale mesterskaber, og det blev hendes sidste optræden på golfscenen.

## Bueskydning
I efteråret 1905 solgte Dod og hendes brødre "Edgeworth" og flyttede til et nyt hjem nær Newbury, Berkshire. De havde alle dyrket bueskydning tidligere, men alle tre blev nu mere seriøse og meldte sig ind i Welford Park Archers i Newbury. De syntes det var en passende sport, eftersom en af deres forfædre siges at have anført de engelske langbueskytter i Slaget ved Agincourt.
Lottie Dod vandt sit første stævne i 1906 og blev nr. 5 i Grand National Archery Meeting i 1906, 1907 og 1908. Dods meritter i 1908-sæsonen gav hende en plads på Storbritanniens olympiske hold. Deltagerfeltet i kvindernes bueskydningskonkurrence bestod kun af britiske kvinder, men æraens bedste skytte, Alice Leigh, var ikke med. Dod førte konkurrencen, afholdt i regnvejr, efter den første dag, men blev overhalet af Queenie Newall på den anden dag og endte på andenpladsen med 642 point efter Newall med 688. Hendes bror Willy klarede sig endnu bedre og sikrede sig overraskende guldmedaljen i mændenes konkurrence.
I 1910 var Dod tæt på at vinde Grand National, hvilket ville have gjort bueskydning til den tredje sportsgren, hvori hun blev national britisk mester. Både Lottie og hendes bror William førte efter dag 1 men røg ned på andenpladsen på den sidste konkurrencedag. Efter at Welford Archers blev nedlagt sidst i 1911 svandt Dod-familiens interesse for bueskydning, og dermed blev der sat punktum for Lottie Dods lange aktive sportskarriere.

## Senere liv
I 1913 flyttede Willy og Lottie til et nyt hus i Bideford (Tony var i mellemtiden blevet gift). Da første verdenskrig brød ud, blev Willy hvervet til Royal Fusiliers, mens hans søster arbejde for Røde Kors i et militærhospital i Speen.
Dod ville overflyttes til krigszonerne i Frankrig men var hæmmet af iskias og kom ikke til at gøre tjeneste som sygeplejerske uden for England. Hun modtog Røde Kors' tjenestemedalje for mere end 1.000 timers arbejde i løbet af krigen.
Hun boede derefter i London og Devon, og hun mødte op til hver eneste Wimbledon-mesterskab, inden hun var slutningen af 80'erne. Efter hendes bror Willys død i 1954 boede hun i forskellige plejehjem på Englands sydkyst og slog sig til sidst ned i Birchy Hill Nursing Home i Sway, Hampshire. Der døde hun, ugift, 88 år gammel, mens hun i sengen lyttede til radiotransmissionen fra Wimbledon.